# 10403 Marcelgrün
10403 Marcelgrün eller 1997 WU3 är en asteroid i huvudbältet som upptäcktes den 22 november 1997 av de båda tjeckiska astronomerna Miloš Tichý och Jana Tichá vid Kleť-observatoriet. Den är uppkallad efter den tjeckiska astronomen Marcel Grün.
Asteroiden har en diameter på ungefär 4 kilometer och den tillhör asteroidgruppen Matterania.